# 도축장

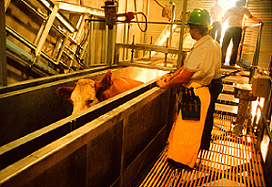
도축장에서 일하는 노동자

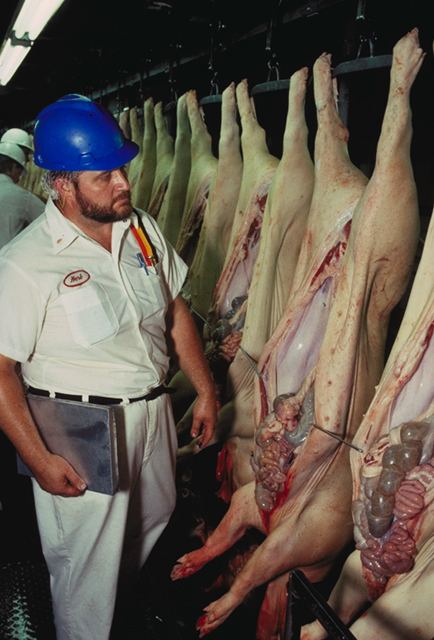
USDA inspection of pig

도축장(屠畜場, 영어: slaughterhouse 또는 abattoir)은 인간에게 음식을 제공하기 위해 (무조건은 아니지만) 거의 대부분의 경우에 동물을 도축하는 장소이다. 도살장(屠殺場)이라고도 한다. 도축장은 고기를 제공하며 그 뒤 포장된다.
동물권을 주장하는 단체들은 주기적으로 도축장으로 이송되는 방식들, 즉 도축 전 준비, 동물 구집, 도축에 관한 우려를 제기한다.

## 서울 도축장 약사
조선후기에는 천민인 백정과 푸줏간인 현방(懸房)에서 소와 말을 도축하고 판매하였다. 개, 닭, 양 등은 개인이 뒷골목에서 도축하였고 이런 행위에 대해 어떤 제재도 없었다. 갑오개혁때 국가차원에서 도축을 관리하기 시작했다. 위생에 대한 조치 보다는 세금을 징수 하기 위한 목적이었다.
- 1908년 - 아현동과 신설동에 국가가 관리하는 대한도수장이 설립했다.

- 1910년 - 일제는 관영과 민영 도축장 6곳을 통폐합하여 관리했다.
- 1917년 - 현저동에 경성부립도축장을 만들었다.
- 1925년 - 경성부립도축장을 숭인동으로 이전했다.

- 1961년 - 마장동에 도축장을 개장후 숭인동 시설은 폐쇄함.[5]
- 1974년 - 독산동에 도축장을 신설했다. 마장동 가축시장 폐쇄
- 1986년 - 가락동에 도축장을 신설했다.

- 1998년 - 마장동 도축장 폐쇄후 이전
- 2002년 - 독산동 도축장 폐쇄
- 2011년 - 가락동 도축장 폐쇄

## 같이 보기
- 비활성기체에 의한 질식
- 배양육
- 식육제관업